# LSD〜ろんぐすろーでぃすたんす〜
『LSD〜ろんぐすろーでぃすたんす〜』（Long Slow Distance）は、ほた。による日本の4コマ漫画作品。芳文社の『まんがタイムきららMAX』2010年10月号・11月号ゲスト掲載を経て、2011年2月号から2014年5月号にかけて連載された。

## 登場人物

### 陸上部関係者
朝岡 椿（あさおか つばき）
本作の主人公。高校に入ってから陸上競技を始めた。自ら長距離走を志願する。陸上選手の才能はイマイチながら真摯な練習姿勢が認められ長距離ブロック長に任命された。お腹周りの太さを少し気にしている。豚の髪留めがトレードマーク。
高山 優子（たかやま ゆうこ）
明朗活発な椿の親友。中距離を得意とする。部内のムードメーカー。勝負に負けて悔し涙を見せるなど陸上に対しては真摯だが学力の方はもはや諦め状態。余計な一言で安食を怒らせることもあるがゲーム仲間でもある。毎朝自分のお弁当を作ってくるなど女の子らしい一面も。
浅見 舞（あさみ まい）
椿たちと同学年で陸上部の長距離エースであり成績優秀・容姿端麗。部の見学に来ていた椿に一目惚れしてしまい、何かと椿のことに関しては暴走しがちになる。家は金持ちで週末は家の1階をカフェとして開放している。
安食 ちゃこ（あじき ちゃこ）
椿たちより1学年上の片眼鏡・ツインテールな先輩。背が小さくその事を触れられると怒りの制裁を加える。部内のオブサーバー的な存在だが実は長距離走者としての実力もかなりのものである。但しその事実を知る者は部内でもほとんどいない。「ちゃこ」という名前を毛嫌いしている節があり部内では内緒にしていたがひょんなことで椿にバレてしまった。かなりの大食漢で学力成績は学年一。
柘植 みく（つげ みく）
椿と同学年の陸上部マネージャー。眼鏡っ娘。豊富な陸上知識を生かしてシューズの選別から選手の体調管理まで何事もこなす。「記録」することが大好きで何事もデータを記録しないと気が済まない。
辻 晶（つじ あきら）
山崎 恵（やまざき けい）
新 崇子（あたらし たかこ）

## 単行本
1. 第1巻（2012年1月27日発売、2012年2月11日初版発行）ISBN 978-4-8322-4106-0
2. 第2巻（2013年4月26日発売、2013年5月11日初版発行）ISBN 978-4-8322-4288-3
3. 第3巻（2014年4月26日発売、2014年5月11日初版発行）ISBN 978-4-8322-4431-3